# Алт-тех
Алт-тех е група от уебсайтове, платформи за социални медии и доставчици на интернет услуги, които се позиционират като алтернативи на по-масовите приложения. Те често имат по-малко строги политики за модериране на съдържанието и са популярни сред алтернативно дясно, крайнодесните и други, които подкрепят крайните гледни точки. Тези групи се разширяват, като включват много консерватори, които са блокирани от по-масовите социални платформи. Много алтернативни платформи се позиционират като защитници на свободата на словото и граждански свободи, често като прикрития за техните крайнодесни потребителски бази и антисемитизъм.
Алт-тех платформите увеличават популярността си в края на 2010-те до 2020 г. Това отчасти се дължи на деплатформирането, забраната на съдържание от основните платформи, понякога описвани унизително като „Голямата четворка“ на някои известни хора и организации. Друг допринасящ фактор е схващането сред някои от политическите десни, че тези технологични компании цензурират техните възгледи.

## Платформи
| Тип                   | Компания      | Източник             |
| --------------------- | ------------- | -------------------- |
| Микроблог             | Gab           | [ 11 ]               |
| Микроблог             | Parler        | [ 10 ] [ 2 ] [ 11 ]  |
| Видео хостинг услуга  | BitChute      | [ 10 ] [ 11 ]        |
| Видео хостинг услуга  | Rumble        | [ 12 ]               |
| Видео хостинг услуга  | PewTube       | [ 1 ] [ 4 ]          |
| Краудфъндинг          | Hatreon       | [ 4 ]                |
| Краудфъндинг          | GoyFundMe     | [ 1 ]                |
| Краудфъндинг          | WeSearchr     | [ 3 ]                |
| Онлайн социална мрежа | Minds         | [ 11 ] [ 13 ]        |
| Онлайн социална мрежа | MeWe          | [ 11 ]               |
| Онлайн социална мрежа | WrongThink    | [ 1 ]                |
| Новинарски агрегатор  | Voat (закрит) | [ 3 ]                |
| Wiki                  | Infogalactic  | [ 1 ] [ 3 ]          |
| Wiki                  | Консервапедия |                      |
| Имиджборд             | 4chan         | [ 10 ]               |
| Имиджборд             | 8chan         | [ 10 ] [ 13 ]        |
| Незабавни съобщения   | Discord       | [ 10 ] [ 14 ] [ 13 ] |
| Незабавни съобщения   | Telegram      | [ 10 ] [ 13 ]        |
| Онлайн запознанства   | WASP Love     | [ 1 ]                |